# بنجامين شريف
بنجامين شريف (بالإنجليزية: Benjamin Shreve) هو عالم حيوانات وعالم حشرات وعالم نبات أمريكي، ولد في مارس 1908 في سالم في الولايات المتحدة، وتوفي في 1985.